# Markthalle VIII
Die Markthalle VIII war eine von 14 im Auftrag des Magistrats im 19. Jahrhundert in Berlin errichteten städtischen Markthallen für den Verkauf von Frischwaren wie Obst, Gemüse, Fleisch und Wurst oder Fische. Die bis dahin übliche Verkaufsweise auf offenen Handelsplätzen war hygienisch nicht mehr akzeptabel. Die genannte Halle befand sich im heutigen Ortsteil Friedrichshain in der Andreasstraße.

## Geschichte
Alle Markthallen entstanden nach Entwürfen der Berliner Hochbaudeputation unter Leitung des Stadtbaurats Hermann Blankenstein. Nachdem zunächst der Zentralvieh- und Schlachthof und die Zentralmarkthalle fertiggestellt waren, galt für die nächsten Versorgungseinrichtungen: „[…] musste für die übrigen Markthallen doch auch darauf gesehen werden, dass bei Erhebung […] der die Lebensmittel nicht vertheuernder Standgelder doch die städtische Kasse keine irgend nennenswerthen Zuschüsse zu leisten habe. Da aber die Benutzung der öffentlichen Plätze zum Bau wenigstens im Innern der Stadt gänzlich ausgeschlossen war und im Uebrigen die Grundstücke bereits übermässige Preise erlangt hatten, so blieb nur übrig, die eigentlichen Markthallen in das Innere der Bauquartiere zu verlegen und die an den Strassenfronten belegenen Zugangsgrundstücke, sei es durch Anlage von Läden und Wohnungen, sei es zu anderen städtischen Zwecken, möglichst nutzbar zu machen. Bei der Auswahl der Grundstücke musste ferner Rücksicht darauf genommen werden, die Markthallen möglichst gleichmässig über die Stadt zu vertheilen, damit dem kaufenden Publikum nirgends zu weite Wege zugemuthet würden. Da aber häufig gerade die am passendsten belegenen Bauquartiere in ihrem Innern bereits so dicht bebaut waren, dass vom Erwerb von Baustellen abgesehen werden musste, so war die Aufgabe eine ausserordentlich schwierige, und es war nicht immer möglich, die Lage der Hallen gerade so zu wählen, wie es für den Verkehr am zweckmässigsten gewesen wäre. Es kam vor allem darauf an, das Bedürfniss in der inneren Stadt zu befriedigen, einmal um gleichzeitig mit Eröffnung der Zentralhalle eine solche Anzahl von Detailmarkthallen eröffnen zu können, dass sämmtliche wichtige offene Märkte im Innern der Stadt geschlossen werden konnten, und zweitens weil die Beschaffung von Grundstücken, je weiter vom Mittelpunkt der Stadt entfernt, um so weniger Schwierigkeiten bietet.“
Unter diesen Voraussetzungen wurde als Standort der Halle VIII der Innenbereich der Wohnblöcke Andreasstraße 56 / Krautstraße 48a / Grüner Weg 96 in der damaligen Stralauer Vorstadt festgelegt. Der Magistrat stellte für Grunderwerb und Bau eine Summe von rund 838.000 Mark zur Verfügung.
Der Bau in den Außenmaßen von 62,5 m × 60 m begann am 22. Juni 1887 mit dem ersten Spatenstich und dauerte von 1886 bis zum 3. Mai 1888; er hatte den früher auf dem Andreasplatz abgehaltenen Wochenmarkt zu ersetzen. Folgender Bericht aus der Einweihungszeit liegt vor:

„Nach dem Passieren des Wohn-Vorderhauses Andreasstraße 56 eröffnete sich in Ost-West-Richtung ein neun Meter breiter Mittelgang; er führte zum hinteren Ausgang der Krautstraße. An der Südseite – dem damaligen Grünen Weg [heute: Singerstraße] – befand sich ein weiterer Zugang über eine Querhalle. Die Obrigkeit blieb wachsam: in der Krautstraße entstand neben einer „Speisewirtschaft“ für hungrige Lieferanten wie Käufer auch ein Polizeirevier. Der Andrang war in dieser damals zweitgrößten Markthalle nach dem Alexanderplatz über Jahrzehnte ungebrochen – die neu entstehenden Warenhäuser an der Großen Frankfurter Allee blieben „gehobenen Schichten“ vorbehalten. Zudem waren die Öffnungszeiten für die zahlreichen Schichtarbeiter des Umfeldes günstig: ab 6 Uhr morgens klingelten die Kassen. Nach einer Mittagspause ging es dann um 17.00 Uhr noch 3 Stunden weiter. Auch samstags waren die Stände besuchspräsent.“

Im Jahr 1887 erfahren wir aus dem Bericht der städtischen Grundeigentumsdeputation, dass der Magistrat von der Witwe Therese Bouché eine Fläche von drei Quadratmeter hinzugekauft hat, um den ungehinderten Zugang der Markthallenbesucher zu gewährleisten.
Nach stetigem Rückgang der Händlerzahlen und zusätzlicher Beschädigung des Gebäudes am Ende des Zweiten Weltkriegs fanden zunächst noch vereinzelte Nutzungen von Verkaufsständen statt, doch bis 1966 wurden die baulichen Reste enttrümmert.